# Hülya Avşar

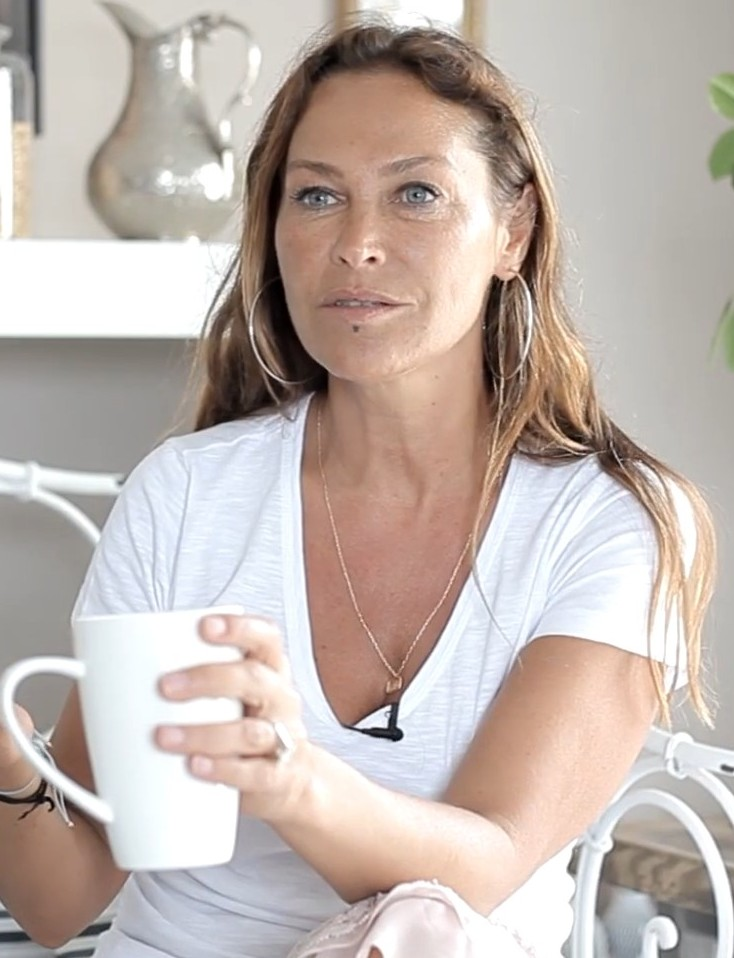
Hülya Avşar (2014)

Hülya Avşar (anhörenⓘ * 10. Oktober 1963 in Balıkesir) ist eine türkische Schauspielerin und Sängerin.

## Leben und Karriere
Hülya Avşar ist väterlicherseits kurdischer Abstammung. Ihre Mutter Emral war Krankenschwester aus Balıkesir, die Hülyas späteren Vater Celal Avşar während eines Praktikums in Kars kennenlernte. Ihr Onkel väterlicherseits Fevzi Avşar war einer der Angeklagten im Prozess der 49. Hülya Avşar ist das älteste Kind der Eltern. Die Familie zog später nach Ankara, wo viele Angehörige der Familie des Vaters leben. 1980 heiratete Hülya Avşar zum ersten Mal und zog mit ihrem Ehemann nach Antakya. Die Ehe endete nach kurzer Zeit.
Zum ersten Mal stand Hülya Avşar für eine Shampoowerbung vor der Kamera. 1982 gewann sie einen Schönheitswettbewerb in Istanbul, allerdings wurde ihr der Preis aberkannt, da sie noch verheiratet war. Dieser Skandal bescherte ihr große Aufmerksamkeit und gab ihrer Karriere einen großen Schub. 1983 spielte sie ihre erste Rolle im Film Haram. Dies war der Beginn ihrer Schauspielkarriere, in den folgenden Jahren spielte sie in über 70 Filmen und mehreren Fernsehserien.
Seit 1988 veröffentlicht sie auch Musikalben. 1993 gewann sie beim Moskauer Filmfestival einen silbernen St. Georg als beste Schauspielerin für ihre Rolle im Film Berlin in Berlin. Später war sie mit dem Produzenten Kaya Çilingiroğlu verheiratet, von dem sie sich aber 2005 trennte.
Sie schreibt für die nach ihr benannte Monatszeitschrift „Hülya“ und moderiert eine eigene Fernsehshow, die Hülya Avşar Show. Des Weiteren sind eine Parfümmarke und ein Tennisturnier nach ihr benannt.
Sie war von 2011 bis 2013 ein Jurymitglied der türkischen Castingshow O Ses Türkiye und bis 2014 ein Jurymitglied der türkischen Castingshow Yetenek Sizsiniz Türkiye. In ihrer bisherigen Musiklaufbahn machte sie mit Songs wie Ah Be Güzelim oder Sevdim auf sich aufmerksam.

## Diskografie

### Alben
- 1989: Herşey Gönlünce Olsun
- 1990: Hatırlar Mısın
- 1991: Hülya Gibi
- 1993: Dost Musun, Düşman Mısın
- 1995: Yarası Saklım
- 1998: Hayat Böyle
- 2002: Aşıklar Delidir
- 2009: Kişiye Özel - Haute Couture
- 2013: Aşk Büyükse

### Singles
| - 1987: Şarkılara Sordum Söylemediler - 1988: Hiçbir Şeyde Gözüm Yok - 1989: Ağlamışım Gülmüşüm - 1989: Herşey Gönlünce Olsun (Cameoauftritt von İbrahim Tatlıses) - 1990: Hatırlar Mısın - 1990: Ne Olursun - 1990: Bir Darıldık Bir Barıştık - 1990: Çok Yalnızım - 1990: Nasıl İhanet Ettin - 1990: Göze Mi Geldik - 1990: Unutmak İstiyorum - 1990: Gülşen-i Hüsnüne - 1991: Hülya Gibi - 1991: Mavi Mavi - 1991: Aşkım İçin - 1991: Yüreğimde Bir Şey Var - 1991: Kaşın Gözün Şöyle Dursun - 1991: Unutamazsın - 1991: Sarsam Diyorum - 1991: Agora Meyhanesi - 1991: Hata - 1993: Dost Musun, Düşman Mısın - 1993: Bana Güzel Bir Şey Söyle - 1993: Çocuk Oldum - 1993: Yeter Ki İste - 1993: Yalan Dünya - 1993: Aldırma Deli Gönlüm - 1995: Gözlerini Güneşim Seçtim - 1995: Sevda Dalgaları - 1995: Bu Gece Uzun Olacak | - 1995: Sensiz Kaldım - 1995: Adamım - 1995: Yürü Ya Kulum - 1995: Ben Aşkı Böyle Tanımamıştım - 1995: Niye Yoksun - 1995: Vallahi Billahi - 1997: Dönülmez Akşamın Ufkundayız - 1998: Aradın mı - 1998: Ah Be Güzelim - 2000: Sevdim (Original: Anna Vissi - Eleni) - 2002: Yar Senin Derdin Ne - 2002: Delilerin Delisi - 2009: Sonsuza Dek - 2009: Ne Olmuş - 2011: Geçmiş Olsun - 2011: Ninni (mit Cengiz Özkan) - 2012: Esmer (mit Ciwan Haco) - 2013: Güldür Yüzümü - 2013: Bana Bir Koca Lazım - 2014: Sana Sakladım - 2014: A Benim Akılsızım - 2017: Sen Olmazsan (mit Rafet el Roman) - 2019: Saymadım Kaç Yıl Oldu - 2022: Sen Aşk Mısın? - 2022: Duydun Mu? - 2022: Sevmek, Gülmek, Mutlu Olmak İbadettir (mit Sarkopenya) - 2022: Yapma Aşkım - 2022: Anlatma - 2023: Bir Dileğim Var Senden - 2025: Ahım Olsun (mit Hakan Altun) |

Quelle:

### Gastauftritte in Musikvideos
- 1985: Mavi Mavi (von İbrahim Tatlıses)
- 1998: Atın Beni Denizlere (von Kayahan)

## Filmografie (Auswahl)
- 1983: Haram
- 1983: Çelik Mezar
- 1983: Kahir
- 1984: Nefret
- 1984: Ayşem
- 1984: Tutku
- 1984: Kranfili Naciye
- 1984: Yabancı
- 1984: Omrumun Tek Gecesi
- 1984: Güneş Doğarken
- 1985: Ölüm Yolu
- 1985: Tapılacak kadın
- 1985: Sekreter
- 1985: Kısrak
- 1985: Paranın Esiri
- 1985: Suçlu Genclik
- 1985: Tele Kızlar
- 1985: Mavi Mavi
- 1986: Aşk Hikayemiz
- 1986: Dağli Güvercin
- 1986: Alın Yazın
- 1986: Fatmagülün Suçu Ne
- 1986: Mavi Melek
- 1986: Uzun Bir Gece
- 1987: Üç Halka Yirmibeş
- 1987: Ziyaret
- 1987: Alamancının Karısı
- 1987: Yarın Yarın
- 1987: Bir Kırık Bebek
- 1988: Çil Horoz
- 1988: Hülya
- 1989: Aşiksin
- 1989: Melodram
- 1989: Fazilet
- 1989: Fotoğraflar
- 1990: Benin Sinemalarım
- 1990: Oğretmen Zeynep
- 1991: Hasan boğuldu
- 1993: Berlin in Berlin
- 1995: Bir Kadının Anatomisi
- 1999: Şalkım Hanım'ın Tanelerini
- 2002: Yeşil Işık – Das grüne Leuchten
- 2004: Kalbin Zamanı
- 2005: Die chaotische Armee (Hababam Sınıfı Askerde)
- 2005: Zwei Mädchen aus Istanbul (İki Genç Kız)
- 2007: Bir İhtimal Daha Var
- 2011: Die 72. Zelle (72.Kogus)
- 2013: Ana (Kisa Film)

## Auszeichnungen
- 2001: Kral Türkiye Müzik Award in der Kategorie Beste Fantezi-Musikerin